# Campeonato Europeo de Atletismo en Pista Cubierta de 1996
El XXIV Campeonato Europeo de Atletismo en Pista Cubierta se celebró en Estocolmo (Suecia) entre el 8 y el 10 de marzo de 1996 bajo la organización de la Asociación Europea de Atletismo (AEA) y la Federación Sueca de Atletismo.
Las competiciones se llevaron a cabo en el Globen Arena de la capital sueca. Participaron 466 atletas de 44 federaciones nacionales afiliadas a la AEA.

## Resultados

### Masculino
| Evento                    | Oro                                 | Plata                                       | Bronce                                  |
| ------------------------- | ----------------------------------- | ------------------------------------------- | --------------------------------------- |
| 60 m (09.03)              | Marc Blume · Alemania · 6,62 s      | Jason John Reino Unido 6,64 s               | Peter Karlsson · Suecia · 6,64 s        |
| 200 m (10.03)             | Erik Wijmeersch · Bélgica · 21,04   | Aléxios Alexópoulos · Grecia · 21,05        | Torbjörn Erixson · Suecia · 21,07       |
| 400 m (09.03)             | Du'aine Ladejo Reino Unido 46,12    | Pierre-Marie Hilaire Francia 46,82          | Ashraf Daber · Italia · 46,86           |
| 800 m (10.03)             | Roberto Parra · España · 1:47,74    | Giuseppe D'Urso · Italia · 1:48,04          | Wojciech Kałdowski · Polonia · 1:48,40  |
| 1500 m (10.03)            | Mateo Cañellas · España · 3:44,50   | Anthony Whiteman Reino Unido 3:44,78        | Kader Chékhémani Francia 3:45,96        |
| 3000 m (10.03)            | Anacleto Jiménez · España · 7:50,06 | Christophe Impens · Bélgica · 7:50,19       | Panayiótis Papoúlias · Grecia · 7:50,80 |
| 60 m vallas (09.03)       | Igors Kazanovs Letonia 7,59         | Guntis Peders Letonia 7,65                  | Jonathan Nsenga · Bélgica · 7,66        |
| Salto de altura (10.03)   | Dragutin Topić Yugoslavia 2,35 m    | Leonid Pumalainen · Rusia · 2,33 m          | Steinar Hoen · Noruega · 2,31 m         |
| Salto con pértiga (09.03) | Dmitri Markov · Bielorrusia · 5,85  | Viktor Chistiakov · Rusia · 5,80            | Piotr Bochkariov · Rusia · 5,80         |
| Salto de longitud (08.03) | Mattias Sunneborn · Suecia · 8,06   | Bogdan Ţăruş · Rumania · 8,03               | Spirídon Vasdékis · Grecia · 8,03       |
| Salto triple (10.03)      | Māris Bružix Letonia 16,97          | Francis Agyepong Reino Unido 16,93          | Armen Martirosyan Armenia 16,74         |
| Peso (08.03)              | Paolo Dal Soglio · Italia · 20,50   | Dirk Urban · Alemania · 20,04               | Oliver-Sven Buder · Alemania · 19,91    |
| Heptatlón (10.03)         | Erki Nool Estonia 6.188 pts.        | Tomáš Dvořák · República Checa · 6.114 pts. | Jón Arnar Magnússon Islandia 6.069 pts. |

### Femenino
| Evento                    | Oro                                     | Plata                                      | Bronce                                  |
| ------------------------- | --------------------------------------- | ------------------------------------------ | --------------------------------------- |
| 60 m (09.03)              | Ekateríni Thánou · Grecia · 7,15 s      | Odiah Sidibé Francia 7,25 s                | Jerneja Perc Eslovenia 7,28 s           |
| 200 m (10.03)             | Sandra Myers · España · 23,15           | Erika Suchovská · República Checa · 23,16  | Zlatka Georgieva Bulgaria 23,40         |
| 400 m (09.03)             | Grit Breuer · Alemania · 50,81          | Olga Kotliarova · Rusia · 51,70            | Tatiana Chebykina · Rusia · 51,71       |
| 800 m (10.03)             | Patricia Djaté-Taillard Francia 2:01,71 | Stella Jongmans · Países Bajos · 2:01,88   | Svetlana Masterkova · Rusia · 2:02,86   |
| 1500 m (10.03)            | Carla Sacramento Portugal 4:08,95       | Ekaterina Podkopayeva · Rusia · 4:09,65    | Małgorzata Rydz · Polonia · 4:10,50     |
| 3000 m (09.03)            | Fernanda Ribeiro Portugal 8:39,49       | Sara Wedlund · Suecia · 8:5032,            | Marta Domínguez · España · 8:53,34      |
| 60 m vallas (10.03)       | Patricia Girard Francia 7,89            | Brigita Bukovec Eslovenia 7,90             | Monique Tourret Francia 8,09            |
| Salto de altura (10.03)   | Alina Astafei · Alemania · 1,98 m       | Níki Bakoyiánni · Grecia · 1,96 m          | Olga Bolşova Moldavia 1,94 m            |
| Salto con pértiga (08.03) | Vala Flosadóttir Islandia 4,16          | Christine Adams · Alemania · 4,05          | Gabriela Mihalcea · Rumania · 4,05      |
| Salto de longitud (10.03) | Renata Nielsen Dinamarca 6,76           | Yelena Sinchukova · Rusia · 6,75           | Claudia Gerhardt · Alemania · 6,74      |
| Salto triple (09.03)      | Iva Prandzheva Bulgaria 14,54           | Šárka Kašpárková · República Checa · 14,50 | Olga Vasdéki · Grecia · 14,30           |
| Peso (09.03)              | Astrid Kumbernuß · Alemania · 19,79     | Irina Judoroshkina · Rusia · 19,07         | Valentina Fediuschina · Ucrania · 18,90 |
| Pentatlón (09.03)         | Yelena Lebedenko · Rusia · 4.685 pts.   | Urszula Włodarczyk · Polonia · 4.597 pts.  | Irina Vostrikova · Rusia · 4.545 pts.   |

## Medallero
| Núm. | País            | Oro | Plata | Bronce | Total |
| ---- | --------------- | --- | ----- | ------ | ----- |
| 1    | Alemania        | 4   | 2     | 2      | 8     |
| 2    | España          | 4   | 0     | 1      | 5     |
| 3    | Francia         | 2   | 2     | 2      | 6     |
| 4    | Letonia         | 2   | 1     | 0      | 3     |
| 5    | Portugal        | 2   | 0     | 0      | 2     |
| 6    | Rusia           | 1   | 6     | 4      | 11    |
| 7    | Reino Unido     | 1   | 3     | 0      | 4     |
| 8    | Grecia          | 1   | 2     | 3      | 6     |
| 9    | Suecia          | 1   | 1     | 2      | 4     |
| 10   | Bélgica         | 1   | 1     | 1      | 3     |
| 10   | Italia          | 1   | 1     | 1      | 3     |
| 12   | Bulgaria        | 1   | 0     | 1      | 2     |
| 12   | Islandia        | 1   | 0     | 1      | 2     |
| 14   | Bielorrusia     | 1   | 0     | 0      | 1     |
| 14   | Dinamarca       | 1   | 0     | 0      | 1     |
| 14   | Estonia         | 1   | 0     | 0      | 1     |
| 14   | Yugoslavia      | 1   | 0     | 0      | 1     |
| 18   | República Checa | 0   | 3     | 0      | 3     |
| 19   | Polonia         | 0   | 1     | 2      | 3     |
| 20   | Eslovenia       | 0   | 1     | 1      | 2     |
| 20   | Rumania         | 0   | 1     | 1      | 2     |
| 22   | Países Bajos    | 0   | 1     | 0      | 1     |
| 23   | Armenia         | 0   | 0     | 1      | 1     |
| 23   | Moldavia        | 0   | 0     | 1      | 1     |
| 23   | Noruega         | 0   | 0     | 1      | 1     |
| 23   | Ucrania         | 0   | 0     | 1      | 1     |
|      | TOTAL           | 26  | 26    | 26     | 78    |